# Örmény férfi jégkorong-válogatott
Az örmény férfi jégkorong-válogatott Örményország nemzeti csapata, amelyet a Örmény Jégkorongszövetség (örményül: Հայաստանի հոկեյի ֆեդերացիա, Hajasztani tapoghakov hokeji federacia) irányít. Első mérkőzésüket az Örmény SZSZR színeiben 1962. március 21-én játszották. A szövetséget 1999-ben alapították és 2004-ben csatlakoztak a nemzetközi mezőnyhöz, amikor részt vettek a divízió III-as világbajnokságon. a legjobb helyezésüket 2006-ban érték el, amikor a 43. helyen (3. hely a divízió III csoportban) végeztek. 2007-ben visszaléptek a részvételtől. A 2008-as divízió III-as világbajnokságon 8–5-ös vereséget szenvedtek Görögországtól, míg Bosznia-Hercegovinát legyőzték 15–1-re. A selejtező szervezői azonban úgy döntöttek, hogy törlik Örményország eredményeit és 5–0-ás gólkülönbséggel Görögországot és Bosznia-Hercegovinát hozzák ki győztesnek. Ennek oka, hogy az örmények az első mérkőzésükig négy alkalommal sem voltak hajlandóak bemutatni a játékosaik útlevelét.
2010-ben szerepeltek utoljára a világbajnokságon, de jogosulatlan szereplés miatt kizárták az örmény csapatot és az eredményeit törölték. 2011 és 2015 között felfüggesztést kaptak, így nem vehettek részt az IIHF által szervezett tornákon.

## Eredmények

### Világbajnokság
- 1920-1991 – A  Szovjetunió része volt
- 1992–2003 – Nem vett részt
- 2004 – 45. hely (5. a Divízió III-ban)
- 2005 – 45. hely (5. a Divízió III-ban)
- 2006 – 43. hely (3. a Divízió III-ban)
- 2007 – Visszalépett
- 2008 – Kizárták és az eredményeit törölték
- 2009 – Felfüggesztve
- 2010 – Kizárták és az eredményeit törölték
- 2011–2015 – Felfüggesztve
- 2016–2024 – Nem vett részt